# Giro del Sol San Juan
El Giro del Sol San Juan és una competició ciclista per etapes que es disputa anualment durant el mes de gener a la província de San Juan, a l'Argentina. El 2009 va formar part de l'UCI Amèrica Tour. El 2013 tornà a formar part de l'UCI Amèrica Tour.

## Palmarès parcial
| Any  | Guanyador             | Segon            | Tercer             |
| ---- | --------------------- | ---------------- | ------------------ |
| 2002 | Luciano Montivero     |                  |                    |
| 2003 | Guillermo Brunetta    |                  |                    |
| 2004 | Luciano Montivero     |                  |                    |
| 2005 | Guillermo Brunetta    |                  |                    |
| 2006 | Jorge Antonio Pi      | Sergio Montivero | Alejandro Borrajo  |
| 2009 | Emanuel Saldaño       | Claudio Flores   | Jorge Giacinti     |
| 2010 | Emanuel Saldaño       | Juan Pablo Dotti | Juan Gáspari       |
| 2011 | Matías Médici         | Juan Pablo Dotti | Jorge Antonio Pi   |
| 2012 | Juan Pablo Dotti      | Jorge Giacinti   | Cristian Clavero   |
| 2013 | Cristian Clavero      | Jorge Giacinti   | Pedro González     |
| 2015 | Daniel Zamora         | Diego Tivani     | Mauricio Muller    |
| 2016 | Elías Pereyra         | Nicolás Naranjo  | Juan Pablo Dotti   |
| 2017 | Ricardo Escuela       | Gerardo Tivani   | Josué Moyano       |
| 2018 | Nicolás Naranjo       | Mauricio Quiroga | Marco Arriagada    |
| 2019 | Nicolás Naranjo       | Gerardo Tivani   | Emiliano Contreras |
| 2020 | Nicolás Naranjo       | Laureano Rosas   | Dario Díaz         |
| 2021 | Nicolás Tivani        | Darío Álvarez    | Alejandro Quilci   |
| 2022 | Agustín Del Negro     | Nicolás Tivani   | Laureano Rosas     |
| 2023 | Maximiliano Navarrete | Vicente Rojas    | Emiliano Contreras |